# Christine Elise
Christine Elise, née Christine Elise McCarthy à Boston, Massachusetts, le 12 février 1965 est une actrice américaine.

## Biographie
Elle est diplômée de la Boston Latin High School en 1983 et a été fiancée à l'acteur Jason Priestley de 1992 à 1997. Elle a joué le rôle d'Emily Valentine dans la série Beverly Hills et de Harper Tracy dans la série Urgences.

## Filmographie

### Cinéma
- 1990 : Chucky, la poupée de sang (Child's Play 2) : Kyle
- 1991 : Sans aucune défense : Cindy Bodeck
- 1993 : L'Extrême Limite (Boiling Point) : Carol
- 1993 : Body Snatchers : Jenn Platt
- 1998 : The Thin Pink Line : Darby
- 1999 : The Last Big Attraction : Chrissy Trutt
- 2000 : The Cactus Kid : Kate
- 2001 : Contrat sans retour (The Hit) : Germane
- 2003 : Judge Koan : Gina Lamont
- 2006 : Restraining Order : Carolyn Matthews
- 2006 : Mojave Phone Booth (en) : Alex
- 2006 : Approaching Union Square : Adrianna
- 2007 : Route 30 (en) : June
- 2009 : Shoots & Ladders : Holly Forrester
- 2011 : Prom : Sandra Linsey
- 2017 : Le Retour de Chucky (Cult of Chucky) de Don Mancini : Kyle

### Télévision
- 1988 : The Town Bully (téléfilm) : Lorraine
- 1989 : TV 101' (série télévisée) : Annie
- 1989 : Head of the Class (série télévisée) : Rhonda Gielgud
- 1989 : 21 Jump Street (série télévisée) : Quincy
- 1989 : Alerte à Malibu (Baywatch) (série télévisée) : Amy Laederach / Catherine Baker
- 1990-1991 : China Beach (série télévisée) : Karen Lanier
- 1991 : Matlock (série télévisée) : Jill Lambert
- 1991-1993 : Dans la chaleur de la nuit (In the Heat of the Night) (série télévisée) : Lana Farren
- 1991, 1993 et 1994 : Beverly Hills 90210 (série télévisée) : Emily Valentine
- 1991 : Bienvenue en Alaska (Northem Exposure) (série télévisée) : Cindy
- 1993 : Matrix  (série télévisée) : Teenage Guide
- 1995 : Ellen (série télévisée) : Rosie
- 1995-1996 : Urgences (ER) (série télévisée) : Harper Tracy
- 1996-1997 : L.A. Firefighters (série télévisée) : Erin Coffey
- 1997 : Mother Knows Best (téléfilm) : Laurel Cooper Rogers
- 1997 : Vanishing Point (en) (téléfilm) : Raphinia Kowalski
- 1998 : Au-delà du réel : L'aventure continue (The Outer Limits) : lieutenant Rozen (saison 4, épisode 3)
- 1999 : Deux privés à Vegas (The Strip) (série télévisée) : Detective Lindsay Karbo
- 1999 : Escape from Mars (téléfilm) : Lia Poirier
- 2000 : Atterrissage impossible (téléfilm) : Kim McGee
- 2000 : Nowhere to Land (téléfilm) : Kim McGee
- 2001 : Amy (Judging Amy) (série télévisée) : Susan Natali
- 2001 : La Vie avant tout (Strong Medicine) (série télévisée) : Capitaine Gloria McKinney
- 2002 : JAG (série télévisée) : Cmdr. Ferraro
- 2005 : Charmed (série télévisée) : Miss Diane
- 2005 : New York, unité spéciale : Carol Rogers (saison 6, épisode 21)
- 2006 : Cold Case : Affaires classées. Episode "Repartir à zéro". (série télévisée) : Sally
- 2006 : Ma grand-mère est riche (Where There's a Will) (téléfilm) : Annie Clark
- 2007 : Eyes (série télévisée) : Agent Janet Blair
- 2007 : Tell Me You Love Me (série télévisée) : Un docteur
- 2009 : Saving Grace (série télévisée) : Lily Carter
- 2012 : Castle (série télévisée) : Une maquilleuse (Épisode 5x02)
- 2019 : BH90210 (série télévisée) : elle-même (de façon fictive) / Emily Valentine
- 2021 : Chucky : Kyle